# Auguste Toulmouche
Auguste Toulmouche (21. září 1829 Nantes – 16. října 1890 Paříž) byl francouzský malíř.

## Život a kariéra
Jeho rodiči byli Toulmouche Rose a Sophie Mercierová. Od roku 1846 byl žákem Gleyra. Proslavil se především jako portrétista pařížských žen. Stejně jako Alfred Stevens, Jean-Léon Gérôme a William Bouguereau patřil mezi nejznámější malíře Druhého císařství. Obraz Dívka z roku 1852 koupil Napoleon III.
Byl jmenován Rytířem čestné legie.

## Galerie

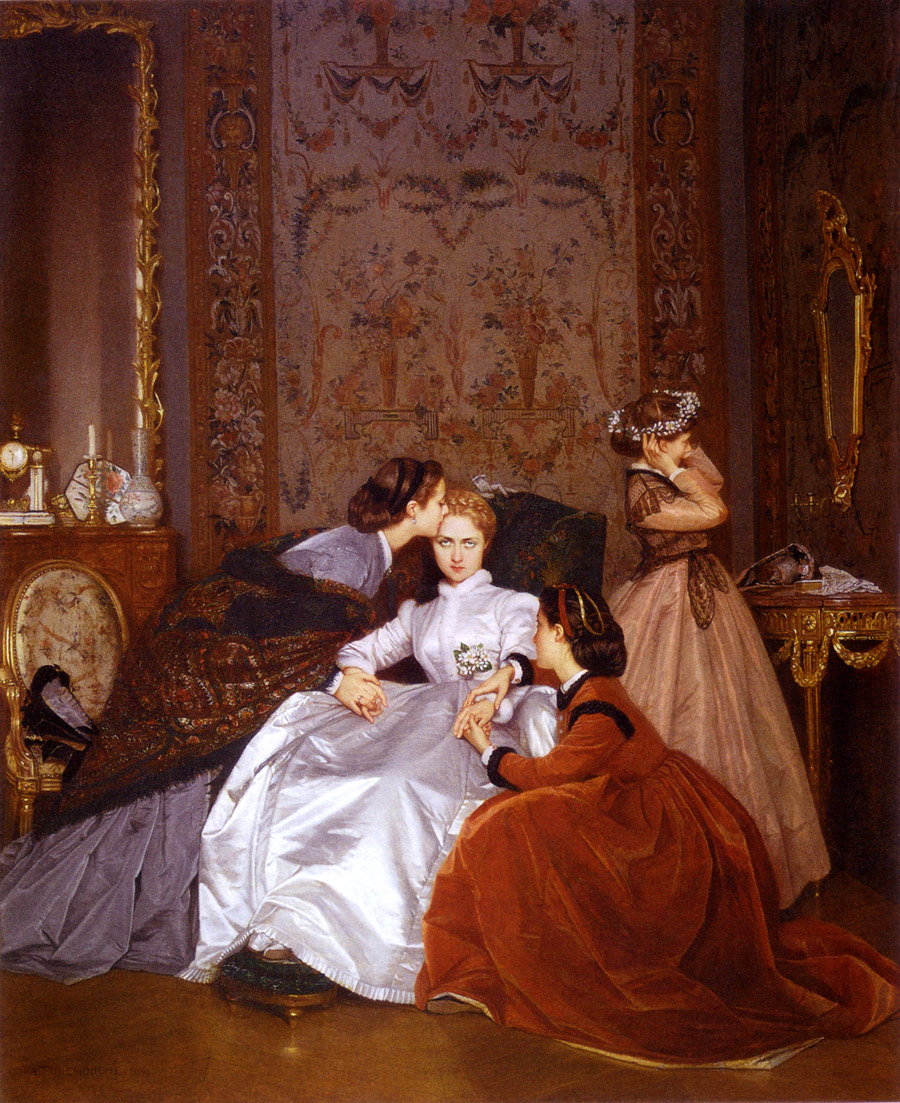
Váhající nevěsta (1866)
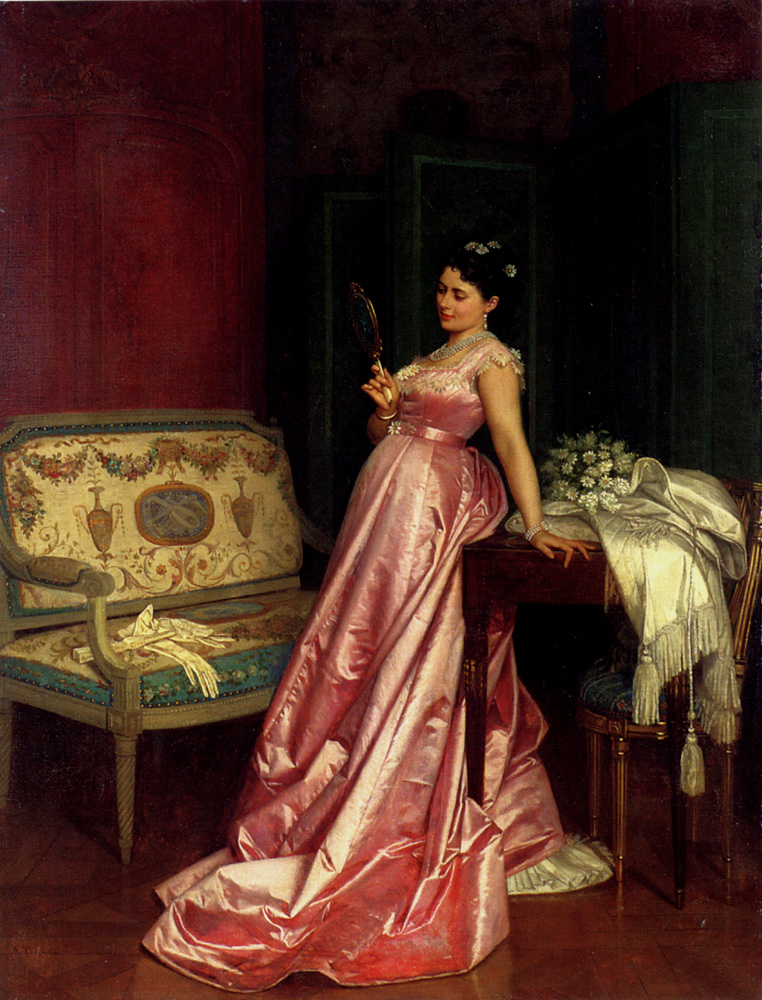
Zrcadlo (1868)
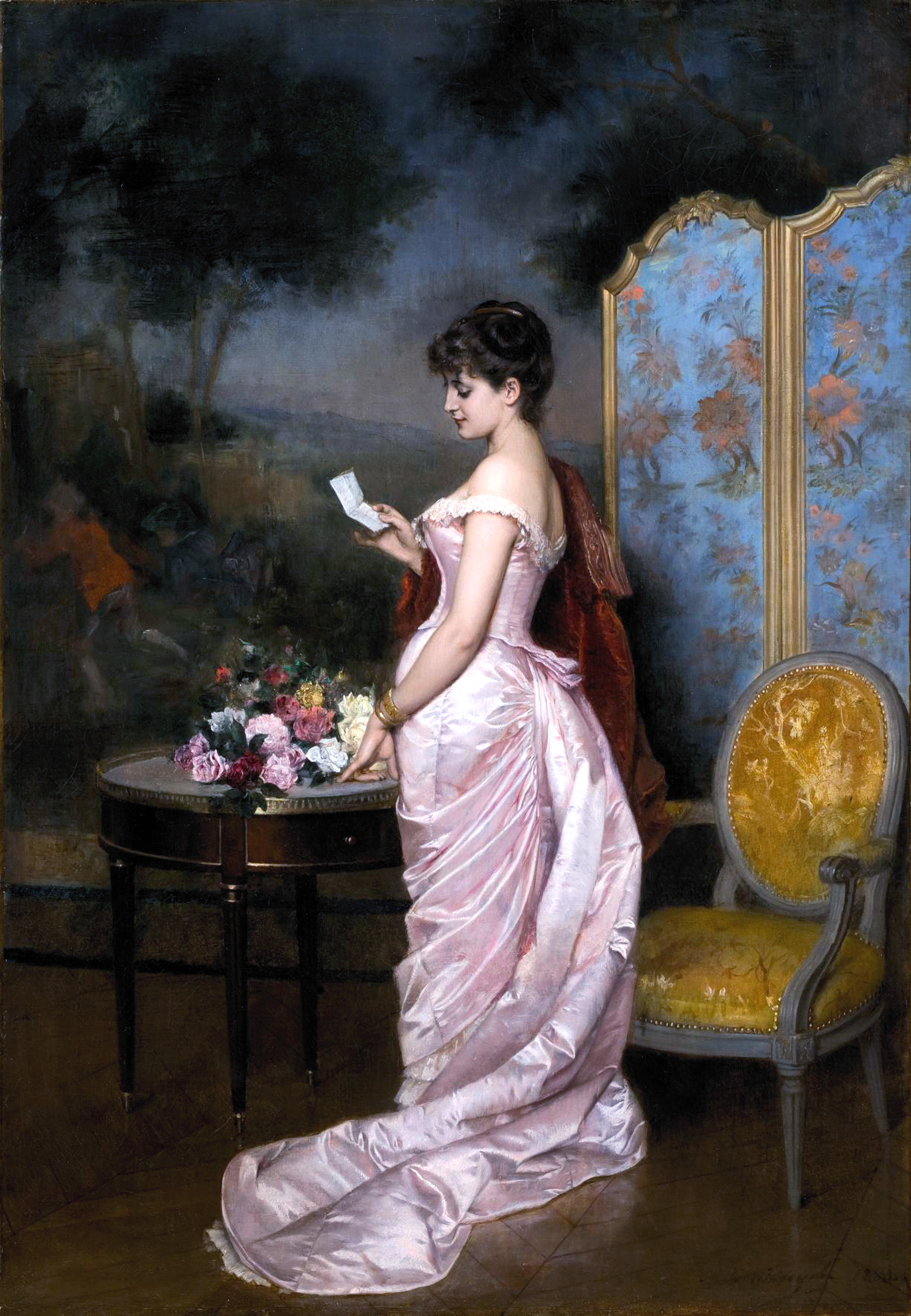
Lístek (1883)
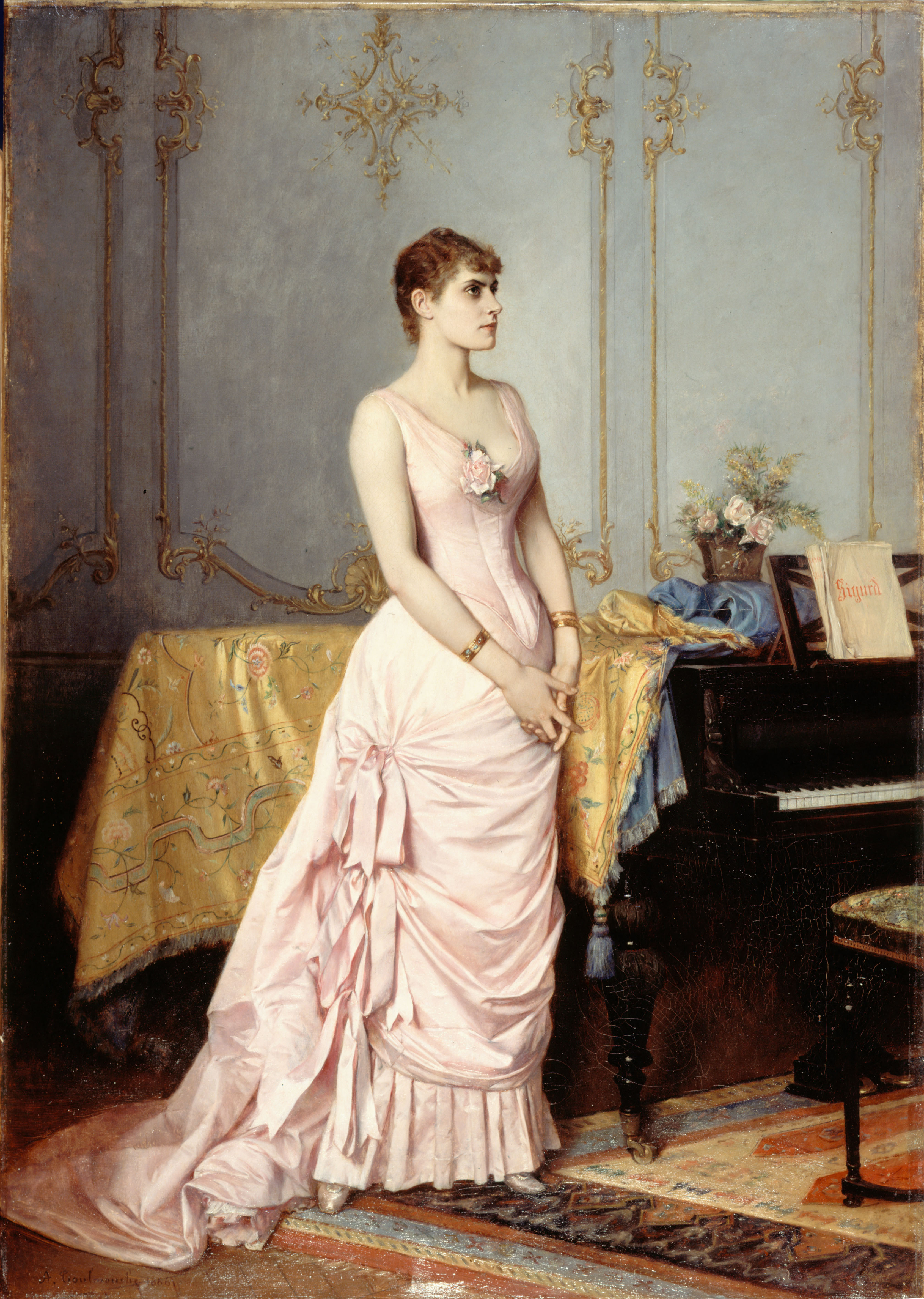
Rose Caronová
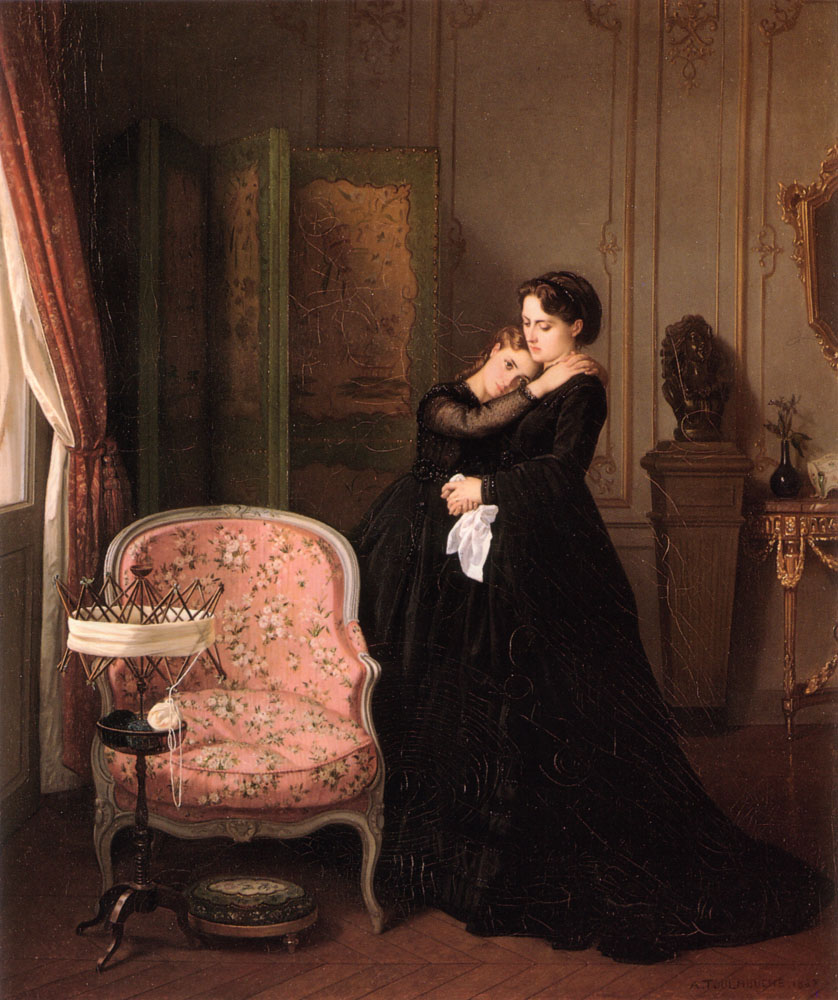
Consolation
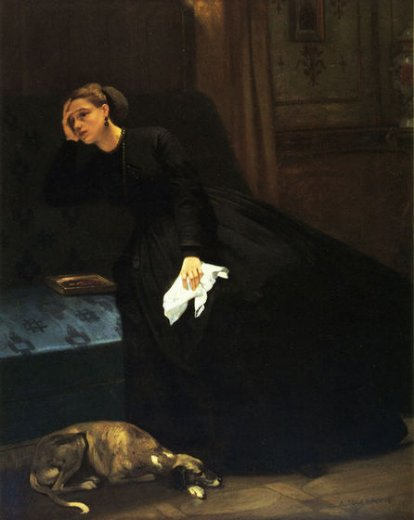
Lost Love